# Skilfische
Die Skilfische (Anoplopomatidae) sind eine zwei Arten umfassende Fischfamilie aus der Unterordnung der Cottoidei. Vor kurzem wurden sie einer eigenen Teilordnung zugewiesen, den Anoplopomatales. Als solche sind sie die Schwestergruppe aller übrigen Cottoidei. Sie leben im Nordpazifik von Japan über Alaska bis Kalifornien.

## Merkmale
Skilfische werden 1,20 (Anoplopoma fimbria) bzw. 1,80 (Erilepis zonifer) Meter lang und haben einen langgestreckten, seitlich leicht abgeflachten Körper, der mit sehr kleinen Kammschuppen bedeckt ist. Ihr Kopf ist unbestachelt. Die Zähne sind klein und zahlreich. Außer dem Kiefer sind auch das Gaumenbein und das Pflugscharbein bezahnt. Die Kiemenmembranen sind am Isthmus („Kehle“) zusammengewachsen. Die Anzahl der Branchiostegalstrahlen liegt bei 6 bis 7. Von den zwei Rückenflossen hat die erste 12 bis 30 Hartstrahlen, die zweite ein bis zwei Hart- und 15 bis 21 Weichstrahlen. Die der zweiten Rückenflosse symmetrisch gegenüber sitzende Afterflosse hat 2 bis 3 Hart- und 11 bis 20 Weichstrahlen. Die Flossenstacheln der zweiten Rückenflosse und der Afterflosse sind sehr klein und in die Haut eingebettet. Die kleinen, kehlständigen Bauchflossen haben einen Hart- und fünf Weichstrahlen. Auf jeder Kopfseite finden sich zwei gut sichtbare Nasenöffnungen. Die Seitenlinie ist vollständig. Die Anzahl der Wirbel liegt bei 45 bis 66. Eine Schwimmblase fehlt.

## Lebensweise
Skilfische leben als ausgewachsene Fische in Bodennähe in Tiefen bis zu 680 bzw. 2700 Metern. Jungfische leben eher nah der Meeresoberfläche. Sie ernähren sich räuberisch von anderen Fischen, Kopffüßern, Krebstieren und Würmern.

## Nutzung
Es sind wichtige Speisefische, obwohl das Fleisch von Erilepis zonifer durch seinen hohen Ölanteil eine abführende Wirkung hat.

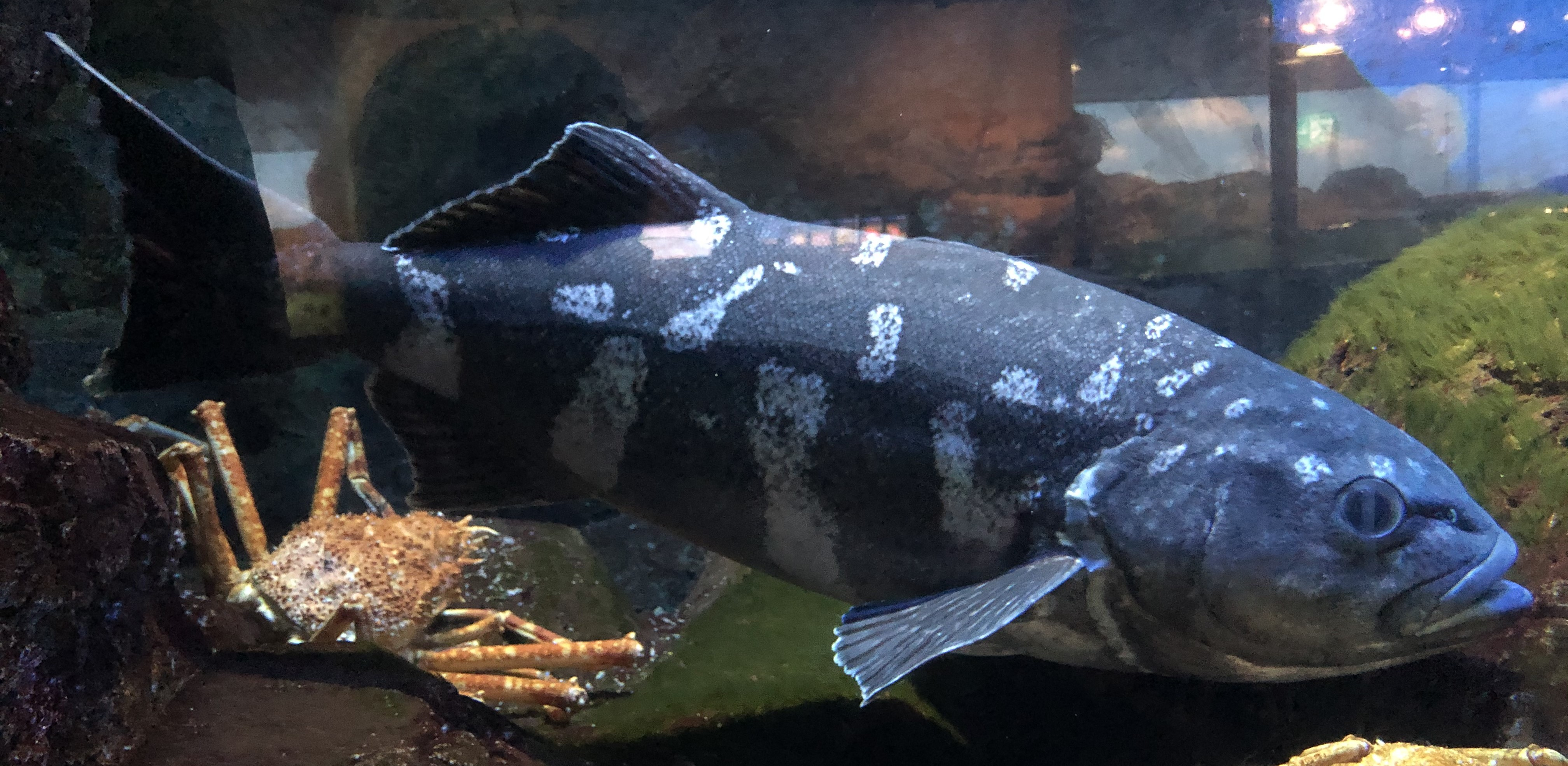
Erilepis zonifer

## Arten
- Gattung Anoplopoma Ayres, 1859.
  - Anoplopoma fimbria (Pallas, 1814).
- Gattung Erilepis Gill, 1894.
  - Erilepis zonifer (Lockington, 1880).